# Очисний агрегат

Очисний агрегат (рос. очистной агрегат, англ. stoping unit, winning system, нім. Abbauaggregat n, Gewinnungssystem n, Gewinnungsaggregat n, Gewinnungsmaschine f) — комплекс конструктивно і кінематично об'єднаних гірничих машин і механізмів, що здійснюють виймання пластових корисних копалин і забезпечують механізацію всіх процесів по видобутку корисних копалин пластових родовищ без постійної присутності людей безпосередньо у вибоях. О.а. складаються з машин для виїмки і доставки, механізованого кріплення, поздовжньої бази агрегату, допоміжного і енергетичного обладнання, пульта управління. На відміну від очисних комплексів для лав, заміна машин і механізмів практично виключається і вимагає значної переробки конструкцій.